# Municipio de Mirkovo
El municipio de Mirkovo (búlgaro: Община Мирково) es un municipio búlgaro perteneciente a la provincia de Sofía. Tiene una población estimada, a mediados de enero de 2021, de 2478 habitantes.
Se ubica en un área rural del centro-este de la provincia y por su término municipal pasa la carretera 6 que une Sofía con Burgas. La parte meridional del término municipal limita con la provincia de Pazardzhik.

## Demografía
Según el censo de 2011 tenía 2540 habitantes, de los cuales el 87,68% eran búlgaros y el 5,98% gitanos. Su capital es Mirkovo, donde viven dos terceras partes de la población municipal.

## Pueblos
En el municipio hay 11 pueblos:
- Benkovski
- Brestaka
- Bunovo
- Ilinden
- Kamenitsa
- Mirkovo (la capital)
- Plazishte
- Prespa
- Smolsko
- Jvarchil
- Cherkovishte